# Hanorac

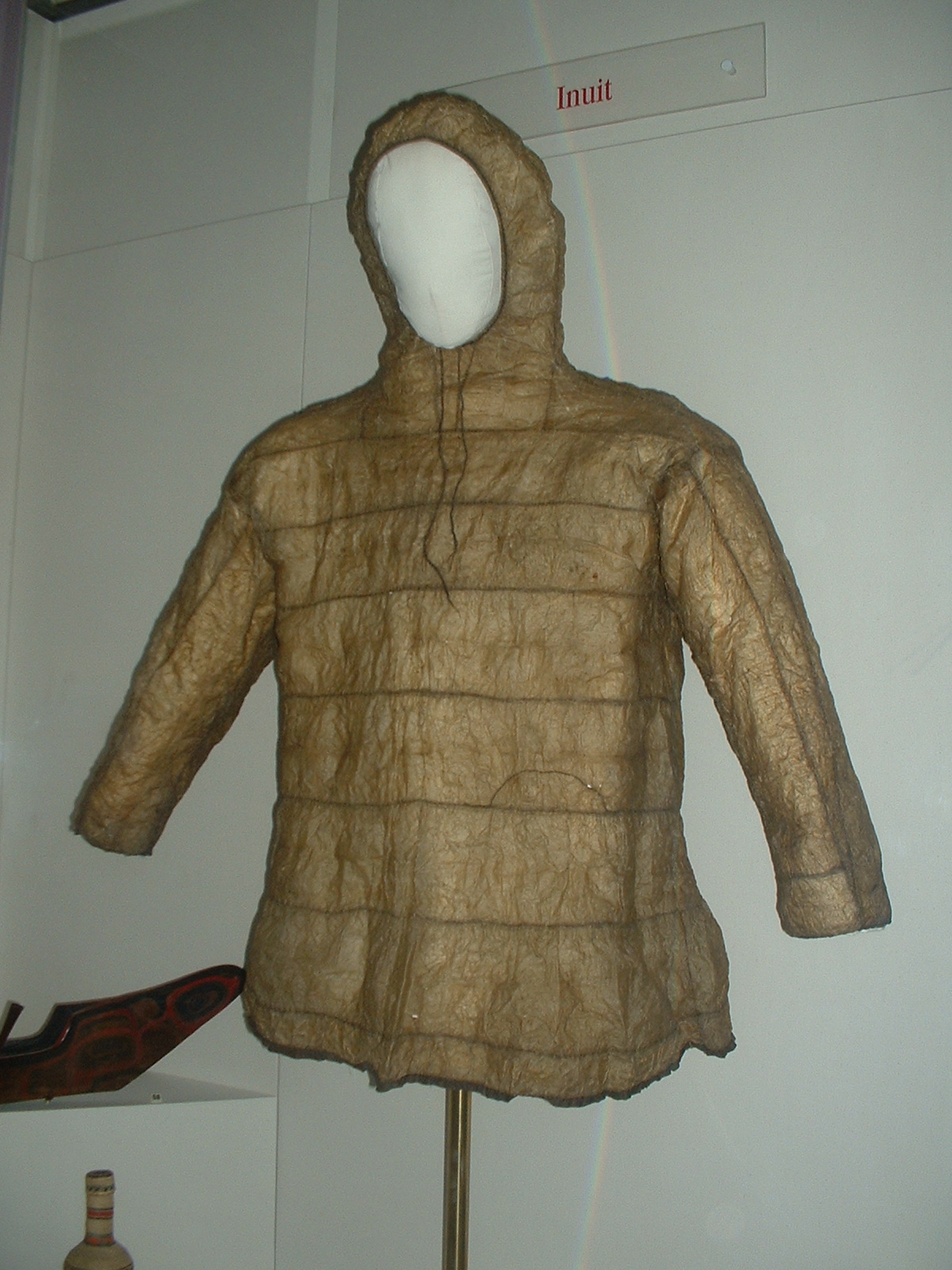
Hanorac tradițional inuit

Hanoracul este o haină scurtă, confecționată din pânză deasă, de obicei impermeabilă, și care conține glugă.  Acest tip de îmbrăcăminte a fost inventat de inuiți, iar în limba groenlandeză este cunoscut ca anoraq. 